# ハエ男/Memories
『ハエ男/Memories』（はえおとこ/メモリーズ）は、1993年6月25日に森高千里が発表した19枚目の両A面シングルである。CDコードはWPDL-4351。

## 音源
『ハエ男』『Memories』とも『LUCKY 7』からのシングルカット曲で、両曲共にシングルヴァージョンとしてリメイクされた。ベストアルバム『DO THE BEST』にはシングル版が収録されている。
『ハエ男』は森高が作詞・作曲両方手がけた初のシングルで、ドラムと左チャンネルのピアノも演奏している（右チャンネルのピアノは橋本慎）。なお『Memories』は、ギター（斉藤英夫演奏のバッキング＆ソロ）以外は打ち込みによる楽曲である。ギターソロは、アルバムVerではオブリ的で音量も小さかったが、シングルVerではツインハモリソロとしてフューチャーされている。字ハモコーラスも斉藤の歌唱による。

## パッケージ
付録として「ハエ男」「ハエ女」のステッカーが付いていた。

## 収録曲
1. ハエ男（Single Version）
  - 作詞・作曲：森高千里
  - フジテレビ系『ウッチャンナンチャンのやるならやらねば!』ハエ男コーナー挿入歌
2. Memories（Single Version）
  - 作詞：森高千里、作曲・編曲：斉藤英夫
  - フジテレビ系『ウッチャンナンチャンのやるならやらねば!』エンディングテーマ

## カバー
- ℃-uteが2013年、シングル『この街』（これ自体も森高のカバーである）初回限定盤C・Dのカップリングとしてカバーした。